# Фукусима, Тисато
Тисато Фукусима (род. 27 июня 1988 года) — японская легкоатлетка, выступающая на международном уровне. Рекордсмен Японии в женских 100 и 200 метрах. Специализируется на спринте.
В 2015 году она завоевала золотую медаль на чемпионат Азии по легкой атлетике.